# Чуатбалук
Чуатбалук (англ. Chuathbaluk, юпик. Curarpalek) — город в зоне переписи населения Бетел, штат Аляска, США. Население по данным переписи 2010 года составляет 118 человек.

## География
Город расположен на реке Кускокуим, примерно в 160 км выше по течению от города Бетел. Площадь города составляет 13,4 км².

## История
Город был инкорпорирован в 1975 году.

## Население
По данным переписи 2000 года, население города составляло 119 человек. Расовый состав: коренные американцы — 91,60 %; белые — 5,04 %; представители других рас — 0,84 % и представители двух и более рас — 2,52 %.
Из 33 домашних хозяйств в 45,5 % — воспитывали детей в возрасте до 18 лет, 30,3 % представляли собой совместно проживающие супружеские пары, в 27,3 % семей женщины проживали без мужей, 27,3 % не имели семьи. 21,2 % от общего числа семей на момент переписи жили самостоятельно, при этом 3,0 % составили одинокие пожилые люди в возрасте 65 лет и старше. В среднем домашнее хозяйство ведут 3,61 человек, а средний размер семьи — 4,21 человек.
Доля лиц в возрасте младше 18 лет — 42,9 %; лиц в возрасте от 18 до 24 лет — 8,4 %; от 25 до 44 лет — 28,6 %; от 45 до 64 лет — 16,0 % и лиц старше 65 лет — 4,2 %. Средний возраст населения — 23 года. На каждые 100 женщин приходится 91,9 мужчин; на каждые 100 женщин в возрасте старше 18 лет — 106,1 мужчин.
Средний доход на совместное хозяйство — $34 286; средний доход на семью — $34 167. Средний доход на душу населения — $10 100. Около 16,7 % семей и 24,1 % населения живут за чертой бедности, включая 27,5 % лиц в возрасте младше 18 лет и 0 % лиц старше 65 лет.
Динамика численности населения города по годам:
| 1980 | 1990 | 2000 | 2010 |
| ---- | ---- | ---- | ---- |
| 105  | 97   | 119  | 118  |